# Tongues of Scandal
Tongues of Scandal è un film muto del 1927 diretto da Roy Clements, un regista che, dopo questa, firmò una sola altra pellicola, chiudendo così una carriera iniziata nel 1914. Gli interpreti principali erano Mae Busch e William Desmond.

## Trama
Jimmy Rhodes, mentre si trova all'estero, si innamora di una ragazza ma la loro relazione finisce male e la giovane si suicida. Il fratello maggiore di Jimmy è il governatore John Rhodes: il giorno delle sue nozze con Helen Hanby, la sposa riconosce in un ritratto l'immagine della sorella, la ragazza che si era suicidata. Helen crede che il responsabile della sua morte sia proprio John, suo marito. Giurando di vendicarsi, decide di fare tutto il possibile per rovinare le possibilità di rielezione del marito. Colvin, un mascalzone in combutta con gli avversari politici di Rhodes, la convince ad accompagnarlo in luoghi malfamati, mettendo in imbarazzo il governatore. Jimmy, allora, le confessa di essere lui il responsabile morale della morte di sua sorella. Rhodes le perdona i suoi comportamenti e si riconcilia con lei.

## Produzione
Il film fu prodotto dalla Sterling Pictures.

## Distribuzione
Distribuito dalla Sterling Pictures Distributing Corporation, il film uscì nelle sale cinematografiche USA il 3 gennaio 1927.